# Arcipelago Chinijo
L'arcipelago Chinijo è un gruppo di piccole isole situate a nord-est di Lanzarote, una delle Isole Canarie, di fronte alla costa del Marocco meridionale. 
Le isole che lo compongono sono Montaña Clara, Alegranza e La Graciosa (l'unica abitata con 658 abitanti), oltre agli isolotti di Roque del Este e Roque del Oeste. Il nome deriva dal termine locale chinijo che significa "piccolo", in allusione alla sua condizione di miniarcipelago all'interno delle Isole Canarie.
Esso è situato sopra un'ampia piattaforma sottomarina di meno di 100 metri di profondità, ad eccezione di alcuni punti dove possono essere raggiunti anche i 200 metri. Il territorio dell'arcipelago (19.270 ettari) appartiene al municipio Lanzarotegno di Teguise, nella provincia di Las Palmas.
Include una riserva naturale (Riserva naturale integrale de los Islotes) e un parco naturale (Parco naturale dell'Arcipelago Chinijo). Il parco divenne uno spazio protetto nel 1986, per essere riclassificato e riconosciuto come zona a protezione speciale per i volatili nel 1994.
Dal 1995 l'arcipelago Chinijo costituisce il parco marino più grande d'Europa con i suoi 700 km². Dal 1992 fa parte della rete delle Riserve della Biosfera dell'UNESCO.

## Geografia
Il subarcipelago Chinijo è formato dalle isole minori: 
- La Graciosa
- Alegranza
- Montaña Clara
- Roque del Oeste
- Roque del Este